# Stig Hedberg
Stig Gunnar Hedberg (ur. 19 września 1915 w Sztokholmie, zm. 1 sierpnia 1996 tamże) – szwedzki żeglarz, olimpijczyk.
Na regatach rozegranych podczas Letnich Igrzysk Olimpijskich 1948 wystąpił w klasie Swallow zajmując 4. pozycję. Załogę jachtu Chance tworzył z nim Lars Matton.